# Ellen Schampi
Ellen Schampi, född den 12 juni 2002, är en svensk fotbollsspelare som spelar för AIK.

## Karriär
Ellen Schampi inledde sin spelarkarriär i moderklubben Stämningsgården IK. Ungdomsåren fortsatte vid 12 års ålder i Sunnanå SK, där hon gjorde sin seniordebut 2017. Efter tre framgångsrika år i Sunnanå gick karriären vidare i Morön BK. Här blev det under två säsonger totalt 46 matcher och fem mål för vänsterbacken.
Inför säsongen 2022 meddelade Hammarby IF att klubben kommit överens om ett kontrakt med Schampi. Sejouren i Stockholmsklubben blev dock kortvarig då Ellen Schampi redan till sommaren 2022 flyttade hem till Norrland för spel med den dåvarande damallsvenska klubben Umeå IK. 1,5 år blev det i Umeå och totalt 34 matcher för klubben. Inför säsongen 2024 annonserade AIK att man kommit överens om ett tvåårskontrakt med Schampi inför klubbens återkomst till Damallsvenskan. Under säsongen var hon även utlånad till Sunnanå SK.